# Pico Atherton
Pico Atherton (en inglés: Atherton Peak) es un pico de creciente de unos 500 metros (1.600 pies) ubicado al este de la Bahía de la Fortuna, Georgia del Sur. Fue trazada por RRS Discovery durante los años 1929-1930, y puesto el nombre en homenaje a Noel Atherton, cartógrafo en la Oficina Hidrográfica del Almirantazgo en ese el momento, más tarde jefe Civil Oficial Hidrográfico, 1951-1962.